# Bockträsk

Bockträsk uttal (fil) är en by belägen i Sorsele kommun i landskapet Lappland i Västerbottens län, som gränsar till Malå kommun och Norrbottens län. Den ligger vid sjön Bockträsket. Artisten Roger Pontare och ishockeyspelaren Nils Höglander kommer från denna by. 